# Cómics clásicos y modernos
Cómics Clásicos y Modernos es una colección de 25 fascículos de 16 páginas cada uno publicada en 1987 por el El País Semanal, suplemento dominical del diario El País.
La obra fue dirigida y escrita fundamentalmente por Javier Coma, que contó con la colaboración de Román Gubern o Salvador Vázquez de Parga, entre otros.
Además de artículos teóricos que se apoyaban en viñetas o páginas de las obras referenciadas, se incluían fragmentos, capítulos completos o historias cortas de numerosas series y personajes en su mayoría de autores españoles como Carlos Giménez, Jesús Blasco, Antonio Hernández Palacios, Enric Sió, Fernando Fernández, Pepe González o Alfonso Font.

## Contenido
1. Un azaroso nacimiento. Incluye la historia A River of Crime de la serie Spirit de Will Eisner.
2. El instinto de contestación'. Incluye la historia Noche de Reyes de la serie Paracuellos, Hogar, dulce hogar, El Regreso y Papá (que en gloria esté) de la serie Barrio y El chiste del Jefe de la serie Los profesionales, todas de Carlos Giménez.
3. Un Guernica en la España de 1945, incluye Tragedia en Oriente de la serie Cuto de Jesús Blasco.
4. El pan duro de cada día, incluye varias historias de personajes como La Familia Ulises, Zipi y Zape o Carpanta.
5. Adiós a un sueño de paz, con páginas de Terry y los piratas de Milton Caniff y Johnny Hazard de Frank Robbins.
6. De tal Urraca, tal Torpedo, con historietas de Doña Urraca de Miguel Bernet y A sangre fría de la serie Kraken, de Antonio Segura y Jordi Bernet.
7. Los callejones de la marginación, con Makoki de Gallardo y Mediavilla.
8. La violencia negra, con Taxista, de Martí, Doctor Niebla de Francisco Hidalgo y Sombras de El Cubri.
9. Bajo la 'caza de brujas', con dos historias de Jack Davis, Bernard Krigstein y Johnny Craig.
10. Los reveses y reversos de la historia, con Rio Manzanares, de Antonio Hernández Palacios.
11. El testimonio desencantado, con Nova-2 de Luis García.
12. La aventura ideológica, con Samba con tiro-fijo de Corto Maltés de Hugo Pratt y El último africano de Frank Cappa, de Manfred Sommer.
13. La herencia de un 'desaparecido', con fragmentos de Vida del Che de Héctor Germán Oesterheld y Alberto Breccia y Sudor sudaca de Carlos Sampayo y José Muñoz.
14. Con Resnais, reivindicación, con Sita, de Enric Sió.
15. Las flores de San Francisco, con Salomé de Nazario Luque Vera.
16. En línea clara, con El misterio de Susurro de Daniel Torres.
17. Fe y fantasía, con fragmentos de Valentina de Guido Crepax y El Garaje Hermético de Moebius.
18. El exilio laboral, con El Vagabundo de los Limbos de Christian Godard y Julio Ribera.
19. Aquel desembarco en Nueva York, con La Fiesta de Fernando Fernández Sánchez.
20. Un erotismo ilustrado, con El ángel de la muerte de Archie Goodwin y Pepe González.
21. En manos femeninas, con Los misterios de Barcelona de Víctor Mora y Annie Goetzinger.
22. Al futuro, con El prisionero de las estrellas de Alfonso Font.
23. El humor del absurdo, con El aprendiz de brujo de Jorge Zentner y Max, Mortadelo y Filemón de Francisco Ibáñez y Aspirino y Colodión y Topolino de Alfons Figueras.
24. No tan animales, con Siete vidas de Josep María Beá.
25. Las obras maestras, con Li'l Abner de Al Capp.
26. Índice